# مؤامرة كاتو ستريت

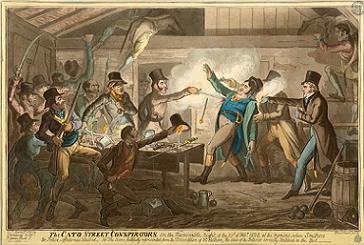
القبض على متآمري كاتو ستريت.

مؤامرة كاتو ستريت أو مؤامرة شارع كاتو هي إحدى المحاولات التي كانت ترمي إلى قتل جميع وزراء الحكومة البريطانية ورئيس الوزراء لورد ليفربول في عام 1820. ويأتي هذا الاسم من مكان الاجتماع بالقرب من إدجور رود في لندن. وترجع أهمية مؤامرة كاتو ستريت إلى ما أثارته من رأي عام معارض للعقوبة المفروضة على المتآمرين. بينما دعم البعض محاولات التأكد من أن أنصار سبنشيان فيلانثروبيستس مذنبون، بقي الآخرون في صراع نظرًا للحاجة إلى الإصلاح البرلماني.

## الأصول

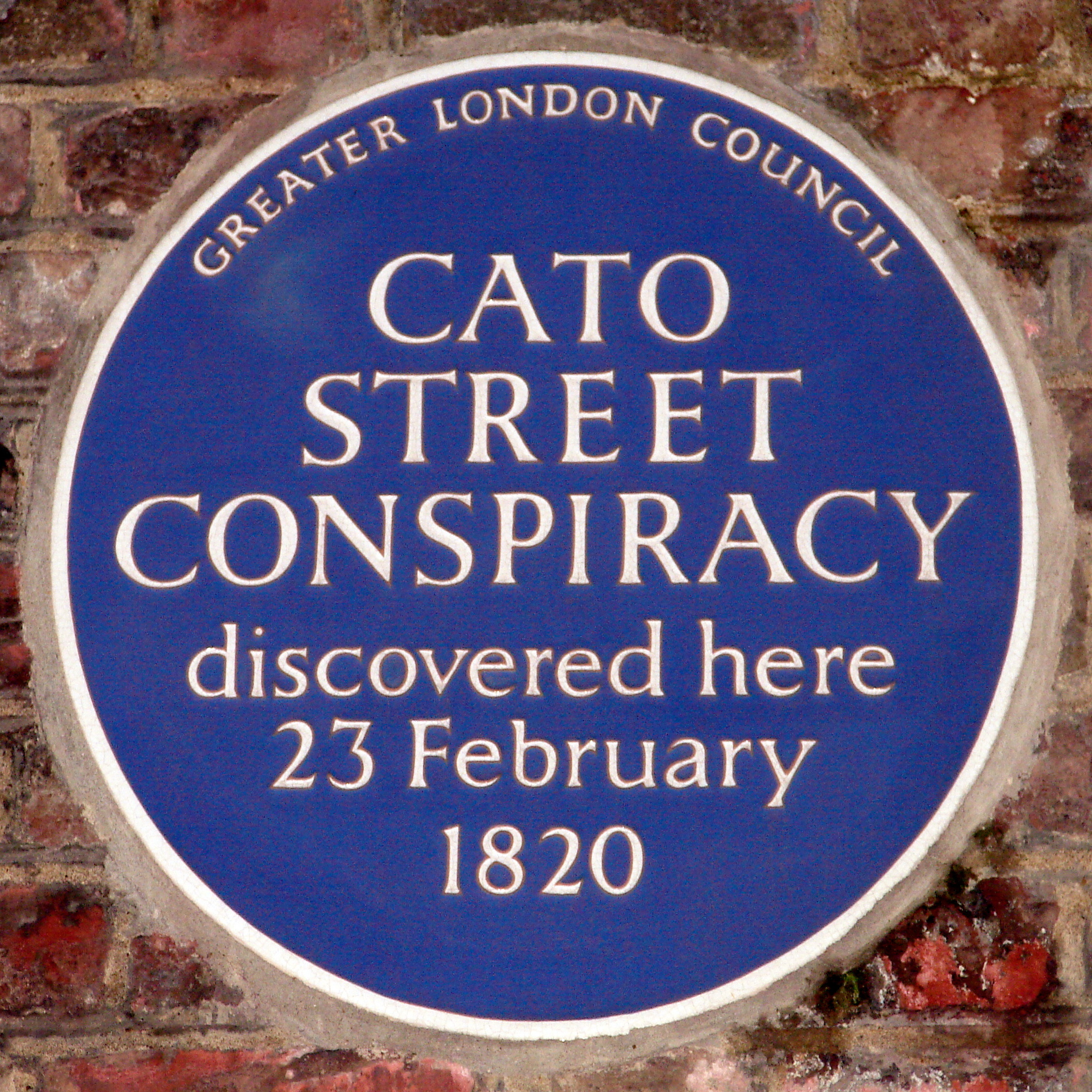
مبنى لندن الذي تم العثور على المتآمرين به.

كان المتآمرون ممن يطلق عليهم سبنشيان فيلانثروبيستس، وهي مجموعة أخذت اسمها من المحاضر البريطاني الراديكالي توماس سبنس. وعُرفت المجموعة بأنها منظمة ثورية، متورطة في إثارة الاضطرابات على نطاق ضيق ونشر الدعاية.
وكان بعض منهم، وخاصة آرثر ثيستلوود، قد تورط في أعمال شغب سبا فيلدز عام 1816. وقد أحكم ثيستلوود هيمنته على الجماعة مع جورج إدواردز بوصفه الرجل الثاني في القيادة. وقد أثارت القوانين الستة ومذبحة بيترلو، فضلاً عن فترة الكساد الاقتصادي والسياسي في ذلك الوقت، غضب معظم أعضائها. فخططوا لاغتيال عدد من وزراء الحكومة، والإطاحة بالحكومة وتشكيل «لجنة السلامة العامة» للإشراف على الثورة الراديكالية، على غرار الثورة الفرنسية. ووفقًا للادعاء في المحاكمة التي عقدت لهم، فقد كانوا يخططون لتشكيل حكومة مؤقتة مقرها الرئيسي مانسيون هاوس.

## أزمة الحكومة

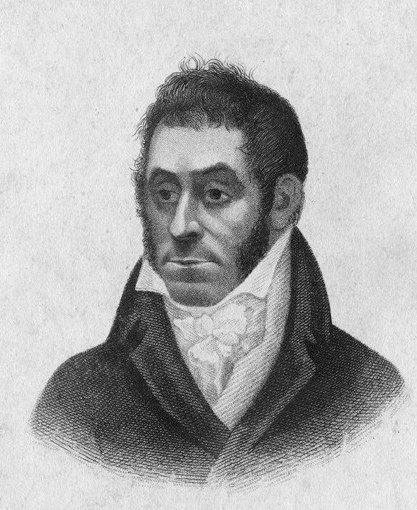
آرثر ثيستلوود (1774–1820)، أحد متآمري كاتو ستريت، رسمها أبراهام ويفيل.

أدت ثورة التصنيع في أوائل القرن التاسع عشر إلى حدوث اضطرابات اجتماعية خطيرة، وأوقعت الفوضى في المجتمع الزراعي السلمي الذي اعتادت عليه بريطانيا. وأدى هذا التطور من الريف إلى الحضر، والتعقيدات التي نشأت من ذلك - مثل التضخم الاقتصادي والتغيرات في احتياجات التوظيف - إلى خلق بيئة مواتية للمتطرفين مثل متآمري كاتو ستريت. كما ساهمت نهاية الحروب النابليونية عام 1815 في إثارة الوضع الدقيق مع عودة الجنود الباحثين عن وظائف إلى الوطن. ثم جاءت وفاة الملك جورج الثالث لتخلق أزمة حكومية جديدة. وفي اجتماع عقد في 22 فبراير، اقترح واحد من مجموعة سبنشيان، ويُدعى جورج إدواردز، أنه من الممكن للجماعة استغلال الوضع السياسي وقتل جميع وزراء الحكومة. فخططوا للهجوم على عشاء مجلس الوزراء في منزل لورد هاروباي، اللورد، رئيس المجلس، مسلحين بمسدسات وقنابل يدوية. واعتقد ثيستلوود أن هذا التصرف قد يثير احتجاجات واسعة ضد الحكومة. وفيما بعد أعلن جيمس إنجز، صاحب مقهى وجزار سابق، أنه كان سيضرب عنق جميع أعضاء الوزارة ويأخذ رأس اثنين منهم ليعرضها على جسر وستمنستر. وقد قضى ثيستلوود الساعات التالية في محاولة تجنيد المزيد من الرجال للهجوم. فانضم إليه سبعة وعشرون رجلاً.

## كشف المؤامرة

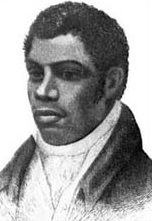
وليام ديفيدسون (1781–1820)، أحد متآمري كاتو ستريت.

عندما ذهب الجامايكي الأصل وليام ديفيدسون، الذي كان قد عمل لدى لورد هاروباي، للحصول على مزيد من التفاصيل حول عشاء أعضاء مجلس الوزارة، أخبره خادم هناك أن سيده ليس بالبيت. وعندما أخبر ديفيدسون ثيستلوود هذا، رفض تصديقه وأمر بالبدء في تنفيذ العملية على الفور. واستأجر جون هاريسون منزلاً صغيرًا في كاتو ستريت كقاعدة للعمليات. وعلى الرغم من أن جورج إدواردز كان يعمل لدى وزارة الداخلية وأصبح عميلاً محرضًا واشتبه به الأعضاء الآخرون، فإن ثيسلتوود عينه معاون مرافق له. وعرض إدواردز الفكرة بمعرفة وزارة الداخلية، التي كانت قد وضعت أيضًا إعلانًا عن العشاء المفترض في نيو تايمز. وعندما أخبرهم أن زملاءه جاهزون لتنفيذ اقتراحه، قررت وزارة الداخلية التعامل.

## الاعتقال

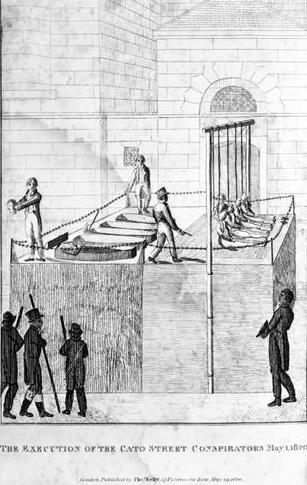
تنفيذ الإعدام في متآمري كاتو ستريت، 1 مايو 1820.

في 23 فبراير، ذهب كل من ريتشارد بيرني، قاضي بو ستريت، وجورج روثفن، جاسوس آخر للشرطة، للانتظار في فندق على الجانب الآخر من مبنى كاتو ستريت مع 12 ضابطًا من قوة بو ستريت رانرز. وانتظر بيرني وروثفن حتى فترة بعد الظهر لأنهم قد تلقوا وعودًا بالحصول على تعزيزات من حرس كولدستريم، تحت قيادة الملازم فيتزكلارنس، حفيد الملك الراحل. وخلال ذلك الوقت، وصلت جماعة ثيستلوود. وفي تمام الساعة 30:7 مساءً، قررت قوة بو ستريت رانرز القبض على المتآمرين بأنفسهم. وفي الاشتباكات التي وقعت أثناء الاعتقال، قتل ثيستلوود ضابط الشرطة ريتشارد سميثرز بسيفه. واستسلم بعض المتآمرين بسلمية، في حين قاوم الآخرون بقوة. وقد فشل وليام ديفيدسون في إيجاد طريقه للخروج. وقد هرب ثيسلوود وروبرت آدمز وجون برانت وجون هاريسون من النافذة الخلفية، ولكن تم إلقاء القبض عليهم بعد بضعة أيام.

## التهم
«1. التآمر لوضع خطط لتخريب الدستور. 2. التآمر لشن حرب، وتخريب الدستور. 3. التآمر لقتل الغواصين التابعين لمجلس شورى الملك. 4. توفير الأسلحة لقتل الغواصين التابعين لمجلس شورى الملك. 5. توفير الأسلحة والذخيرة لشن حرب وتخريب الدستور. 6. التآمر للاستيلاء على مدفع وأسلحة وذخائر لتسليح أنفسهم، فضلاً عن شن حرب وتخريب الدستور. 7. التآمر لحرق المنازل والثكنات، والحصول على المواد القابلة للاحتراق لهذا الغرض. 8. إعداد الخطابات، والتحريض على رعايا الملك للمساعدة في شن الحرب وتقويض الدستور. 9. إعداد خطابات لرعايا الملك، تتضمن ما يشير إلى أن الطغاة قد تم تدميرهم، لتحريض الرعايا على المشاركة في إثارة الحرب، وفي تقويض الدستور. 10. اقتناء أسلحة بغرض قتل الغواصين التابعين لمجلس شورى الملك، وشن الحرب، وتخريب الدستور. 11. شن الحرب.» 

## المحاكمة

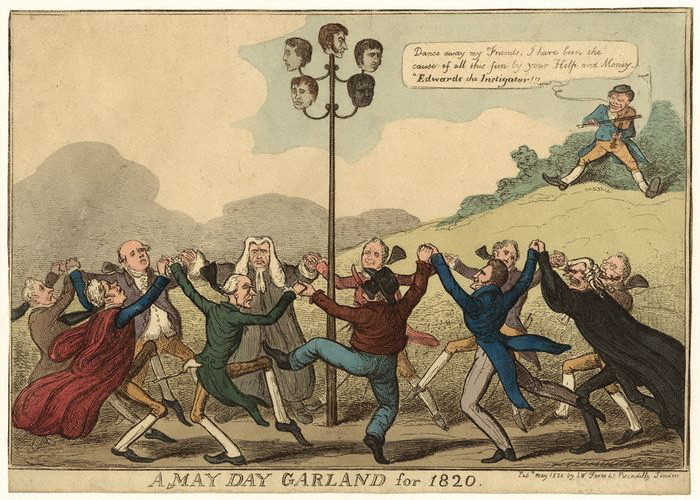
200pxصورة مطبوعة من مايو عام 1820 تظهر أعضاء الكنيسة يرقصون حول سارية نوار (إشارة إلى تاريخ إعدام المتآمرين، مهرجان الربيع 1820). على قمة سارية نوار رؤوس:
جون توماس برانت (1782–1820)؛
وليام ديفيدسون (1781–1820);
جيمس إنجز (1794–1820)؛
آرثر ثيستلوود (1774–1820)؛
وريتشارد تيد (1773–1820).

قال الدفاع خلال المحاكمة إن الاعتراف بأن إدواردز جاسوس للحكومة يجعله غير جدير بالثقة، وبالتالي لا ينبغي استدعاؤه للشهادة. وأقنعت الشرطة اثنين من الرجال، روبرت آدامز وجون مونيومنت، بالإدلاء بشهادتهم ضد متآمرين آخرين في مقابل تقليل التهم. وحُكم على معظم المتهمين بالشنق والسحب والشطر إلى أربعة أجزاء وهو العقاب في العصور الوسطي بتهمة الخيانة العظمى في 28 أبريل. وتم تخفيف جميع الأحكام في وقت لاحق، على الأقل فيما يتعلق بنموذج الإعدام في القرون الوسطى، ليصبح شنقًا وقطع رؤوس فقط. وخُففت أحكام الإعدام الصادرة بحق تشارلز كوبر وريتشارد برادبورن وجون هاريسون وجيمس ويلسون وجون ستراينج للنفي مدى الحياة.
وتم إعدام جون برانت ووليام ديفيدسون وجيمس إنجس وآرثر ثيستلوود وريتشارد تيد شنقًا في سجن نيوجيت صباح الأول من مايو 1820 أمام حشد كبير، بينما كان يدفع البعض ما يصل إلى ثلاثة جنيه للحصول على موقع رؤية جيد، من نوافذ المنازل المطلة على السقالة.[4] وتمركز المشاة قريبًا من الحدث، ولكن بعيدًا عن أنظار الجماهير كانت تقف قوات من المسعفين. وتم إعداد رايات ضخمة عليها أوامر بالتفريق. حيث سيتم عرضها على الجمهور إذا تسببت المشكلات في إجبار السلطة على استخدام قانون الشغب.
وكان منفذ الإعدام جون فوكستون، وعاونه توماس شيشاير في هذا الإعدام رفيع المستوى وبعد تعليق أجسادهم لنصف ساعة، أنزلت مرة واحدة وقام شخص غير معروف يرتدي قناعًا أسود بقطع رؤوسهم بسكين صغير. ورافق قطع كل رأس صراخ واستهجان وصفير من الجماهير. وكانت تعطى كل رأس لمساعد الشانق الذي يرفعها، بدوره، ويعرضها للجمهور المحتشد معلنًا عن رأس الخائن قبل أن يضعها في الكفن مع باقي الجسم.

## النتائج
استخدمت الحكومة البريطانية هذا الحادث لتبرير القوانين الستة التي صدرت قبل شهرين. ومع ذلك، اتهم عضو بمجلس العموم البريطاني، وهو ماثيو وود، الحكومة بإيقاع المتآمرين في فخ عن عمد لتشويه الحملة المتعلقة بالإصلاح البرلماني. كما تجاهلت صحيفة ذي أوبزرفر أمر رئيس المحكمة العليا سير تشارلز أبوت بعدم الحديث عن المحاكمة قبل صدور الحكم.
وكانت المؤامرة موضوع العديد من الكتب، ومسرحية واحدة، كاتو ستريت، التي كتبها الممثل والمؤلف روبرت شو. كما كانت المؤامرة أيضًا أساسًا لعمل درامي إذاعي أنتج عام 2001، الخيانة: محاكمة وليام ديفيدسون (Betrayal: The Trial of William Davidson)، تأليف تانيكا جوبتا، على إذاعة بي بي سي 4.

## وصلات خارجية ومصادر أخرى
- A Web of English History
- Black Presence in Britain about the conspiracy
- Spartacus Schoolnet about the Conspiracy
- An authentic history of the Cato-Street Conspiracy by George Theodore Wilkinson